# Poissy
Poissy is een Franse gemeente in het departement Yvelines. De plaats ligt aan de linkeroever, de zuidoever van de Seine, op 25 km ten westen van het centrum van Parijs. Op 1 januari 2022 telde Poissy 40.792 inwoners. 

## Geschiedenis
Hier lag in de middeleeuwen van het bos van Yveline, een jachtgebied van de Franse koningen. Koning Robert II liet er een kasteel en een kerk gewijd aan Maria bouwen. In de twaalfde eeuw werd deze kerk herbouwd en in de dertiende eeuw kreeg de kerk een kapittel van kanunniken. Door koning Filips IV werd er een priorij van dominicanessen gesticht in de stad. Dit koninklijk klooster was een van de meest prestigieuze van Frankrijk. Later kwamen daar nog twee kloosters bij. In het jaar 1561 is in de priorij het Overleg van Poissy gepleegd, tussen hugenoten en katholieken.
Poissy was een ommuurde stad met een versterkte brug over de Seine. Er was veel economische bedrijvigheid. Buiten de stad waren er akkers, op de rivier waren er twee havens en watermolens waar graan werd gemalen. Er waren ook veel vissers. In de late middeleeuwen kreeg Poissy een veemarkt. Deze ging door op het huidige plein Place de la République. Aan het begin van de negentiende eeuw werd het plein nog vergroot voor de weekmarkt waar tot 10.000 stuks vee werden verhandeld. Er was ook voedingsindustrie. Na de opheffing van de veemarkt in 1867 werd Poissy een industriestad. Vooral de automobielindustrie werd belangrijk, eerst met de firma Grégoire, vanaf 1938 met de Ford-fabriek op de grens met Achères. Deze werd in 1954 door Simca overgenomen, dat in 1979 eigendom van PSA Peugeot Citroën werd.

## Geografie
De oppervlakte van Poissy bedroeg op 1 januari 2022 13,28 vierkante kilometer; de bevolkingsdichtheid was toen 3.071,7 inwoners per km². Carrières-sous-Poissy ligt er aan de overkant van de Seine, voor een groot deel omsloten door een lus in de rivier. Een aantal eilanden in de Seine hoort bij de gemeente Poissy.
De onderstaande kaart toont de ligging van Poissy met de belangrijkste infrastructuur en aangrenzende gemeenten.

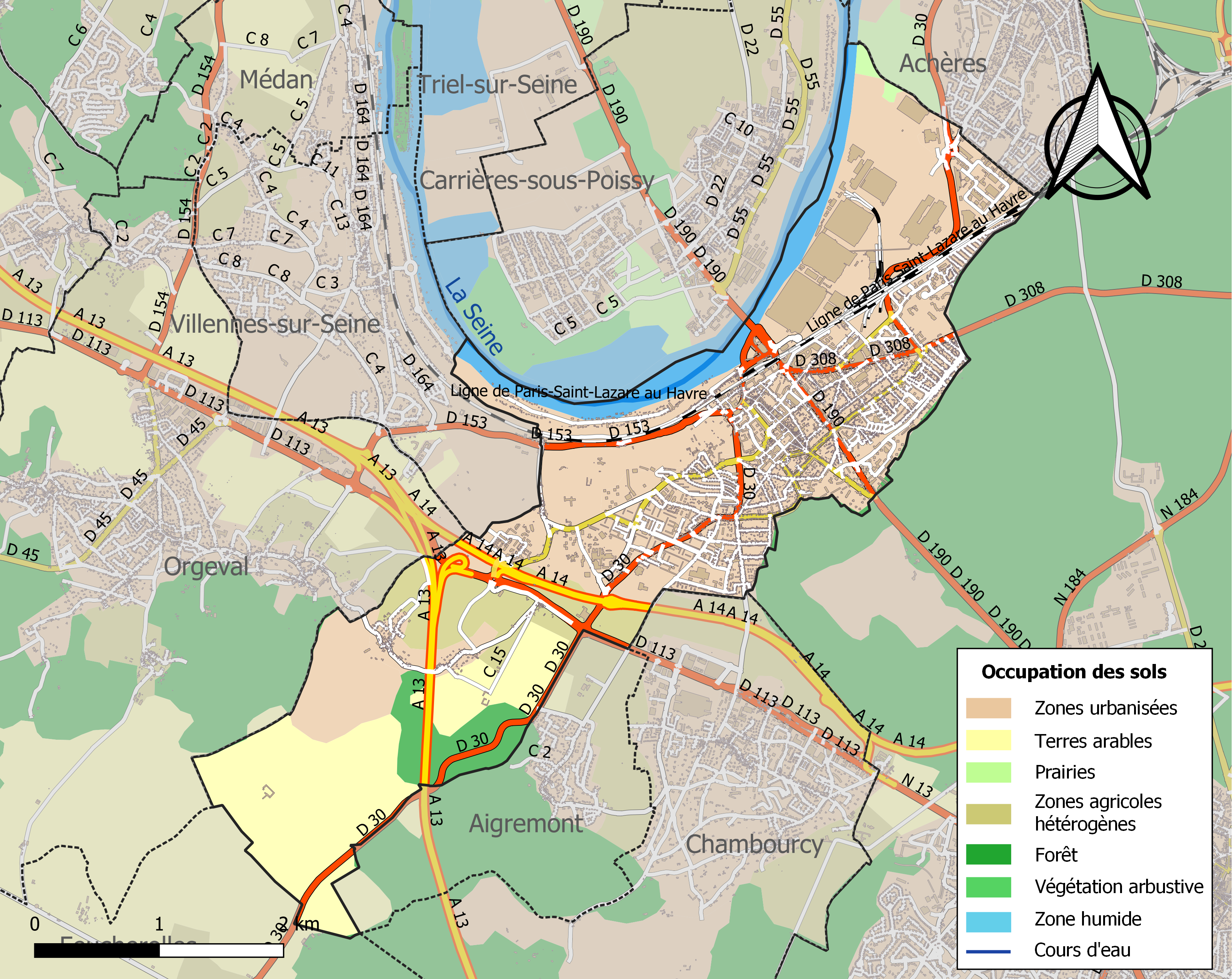

## Demografie
Op 1 januari 2022 telde Poissy 40.792 inwoners.
Onderstaande figuur toont het verloop van het inwonertal, bron: INSEE-tellingen. 

## Verkeer en vervoer
In de gemeente ligt station Poissy. De autosnelwegen A13 en A14 lopen door de gemeente.

## Economie
Grote werkgevers zijn de fabrieken van PSA en van Rochas, alsook het Centre hospitalier intercommunal de Poissy-Saint-Germain-en-Laye, een ziekenhuis op de grens met Saint-Germain-en-Laye.

## Bezienswaardigheden
- Collégiale Notre-Dame, voormalige kapittelkerk waarvan de oudste delen twaalfde-eeuws zijn. Op 25 april 1214 werd de toekomstige koning Lodewijk IX in deze kerk gedoopt.[3]
- Koninklijke priorij Saint-Louis. Het grootste deel van de priorij, de kerk en het klooster, werden afgebroken na de Franse Revolutie. In het voormalige poortgebouw is sinds 1974 het speelgoedmuseum Musée du Jouet ondergebracht.[4]
- Vieux Pont, resten van de middeleeuwse brug over de Seine.
- Gemeentehuis met daarin een theater (twintigste eeuw)
- Villa Savoye (1928-1931) van de Zwitsers-Franse architect Le Corbusier.

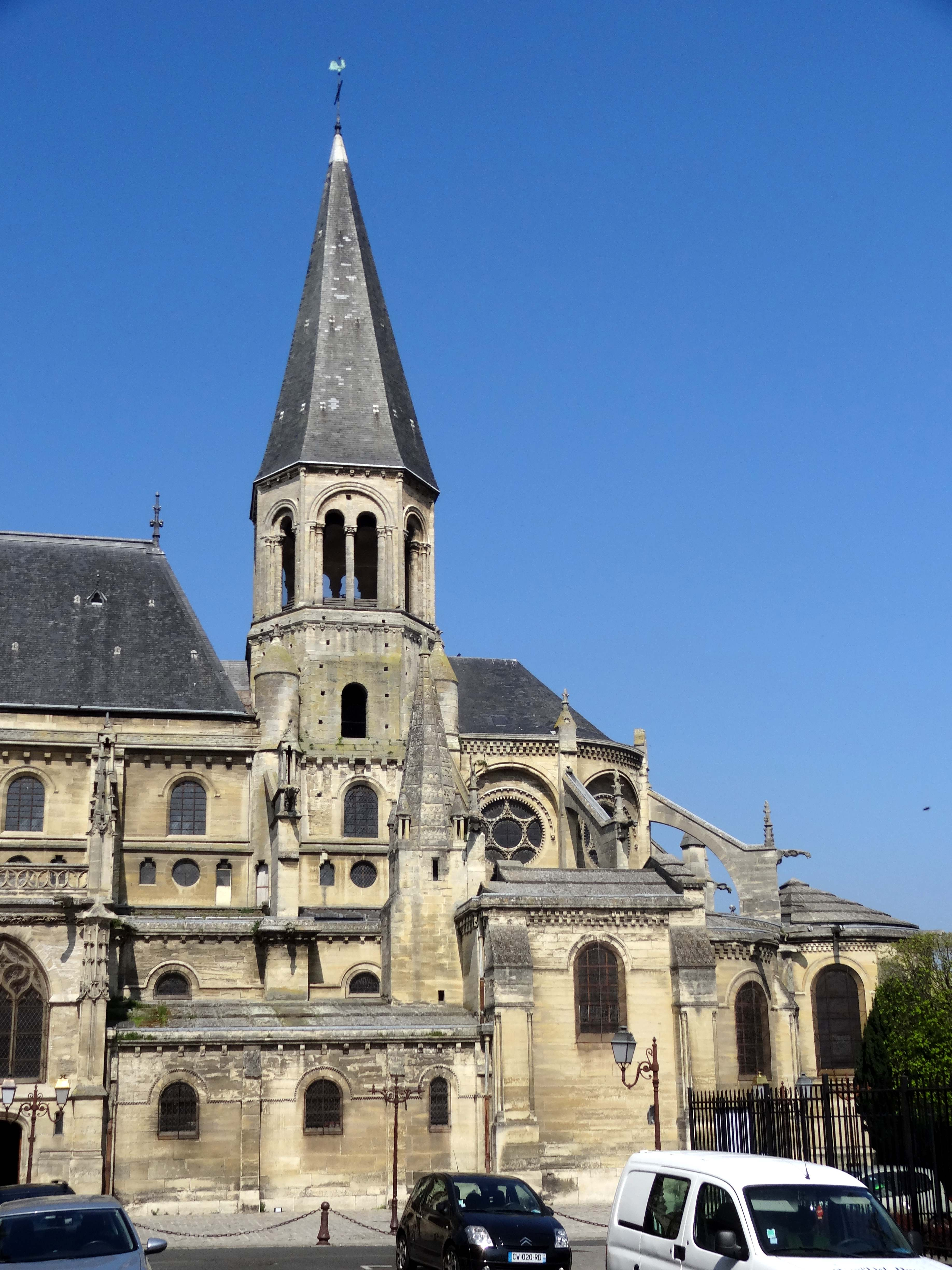
Collégiale Notre-Dame
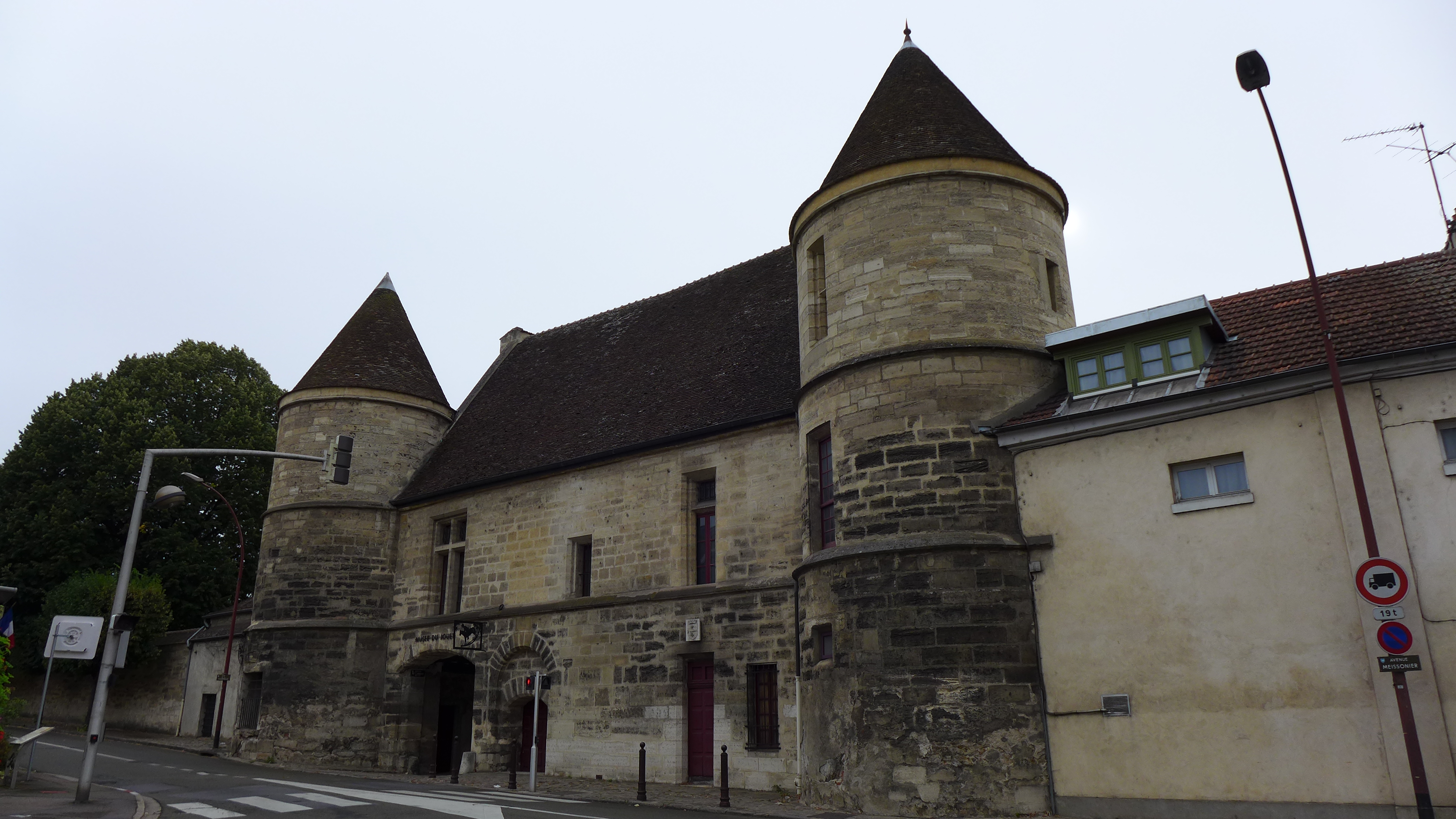
Poortgebouw van de voormalige priorij
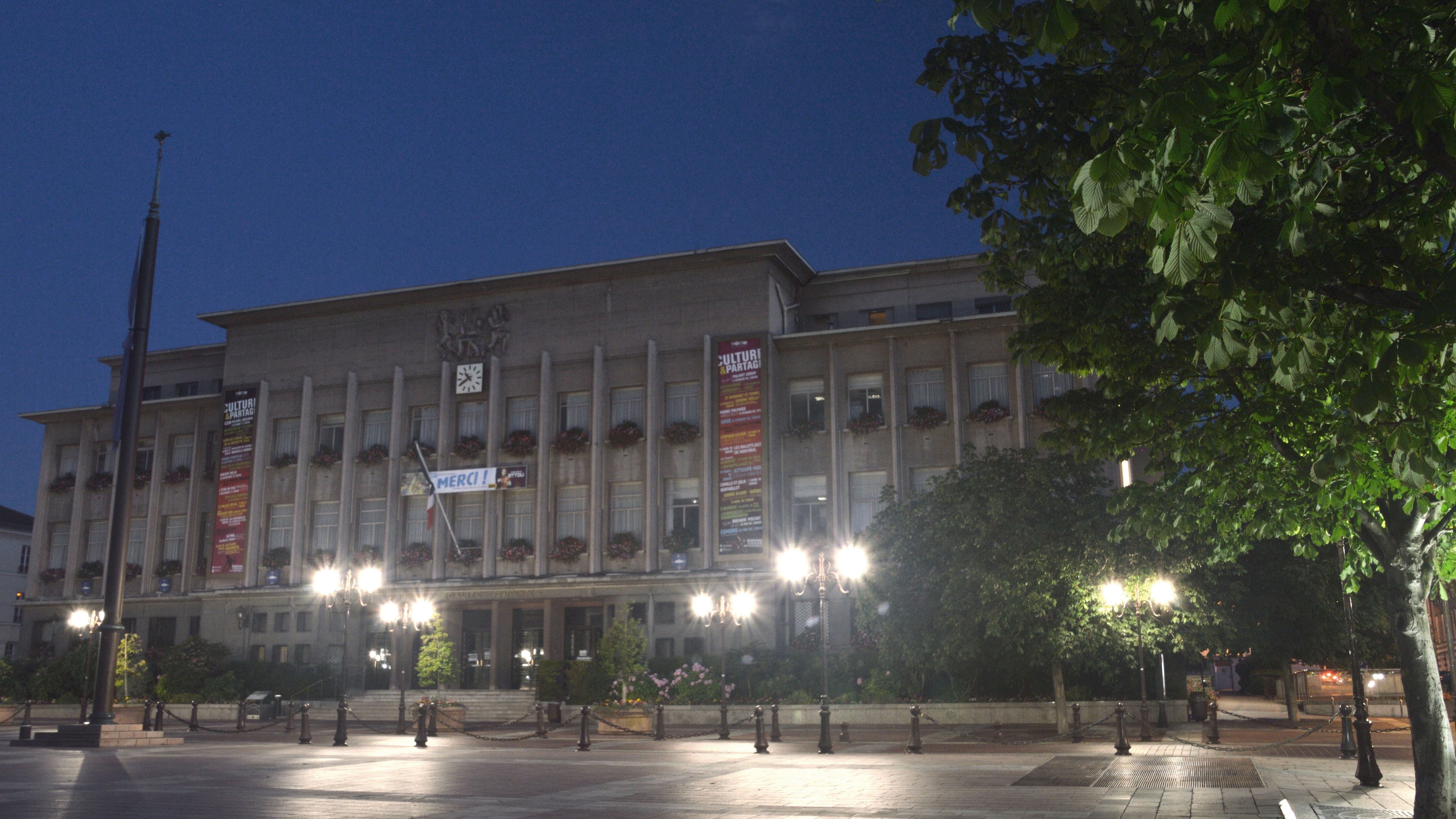
Gemeentehuis
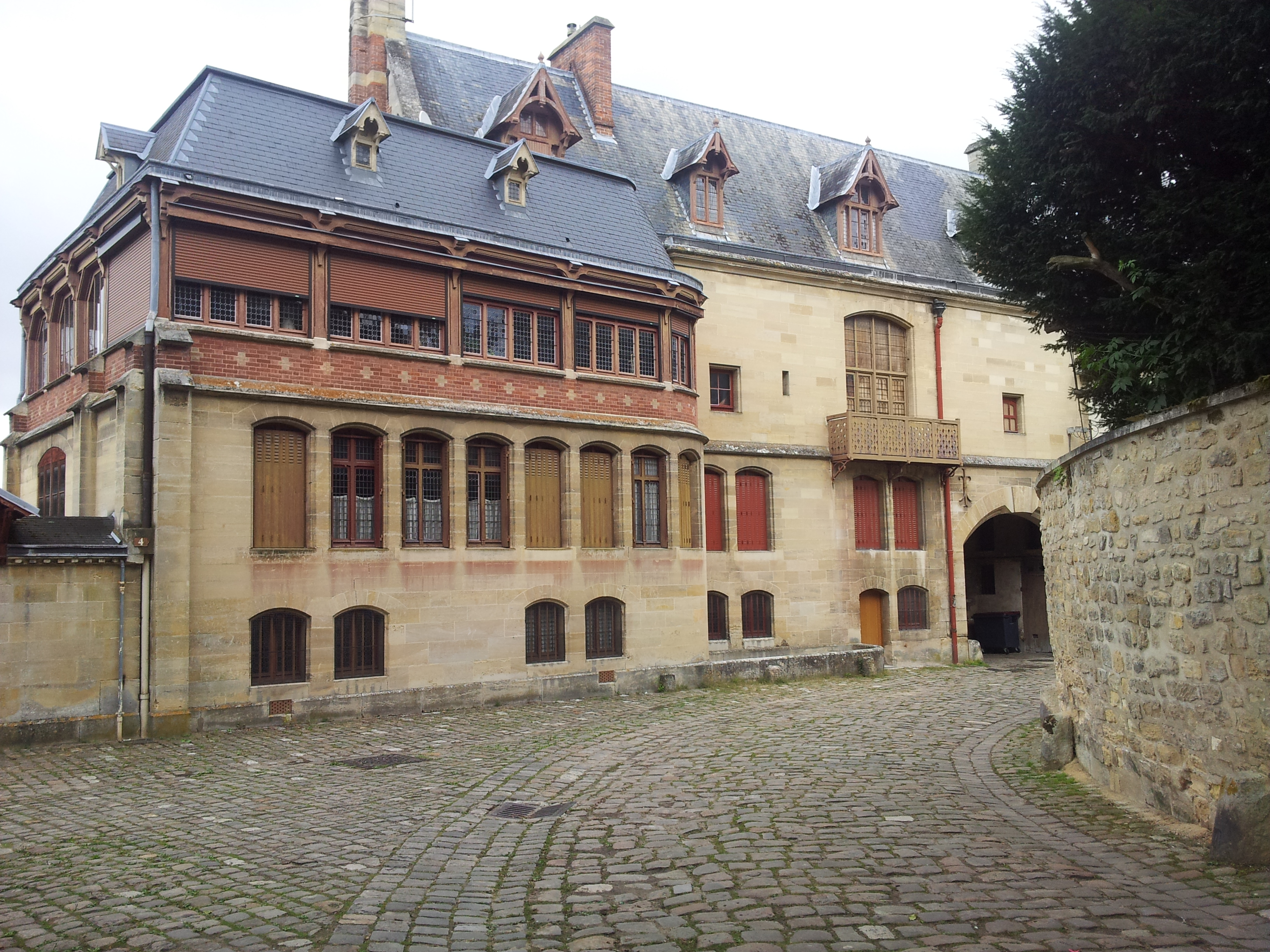
Propriété des Meissonnier

## Geboren
- Lodewijk IX de Heilige (1214-1270), koning van Frankrijk
- Alfons van Poitiers (1220-1271), prins
- Filips de Stoute (1245-1285), koning van Frankrijk
- Jean-Luc Vasseur (1969), voetballer en voetbaltrainer
- Frédéric Belaubre (1980), triatleet
- Houssine Kharja (1982), Marokkaans voetballer
- Damien Le Tallec (1990), voetballer
- Alexandre Müller (1997), tennisser
- Stanley N'Soki (1999), voetballer
- Mattéo Guendouzi (1999), voetballer

## Websites
- (fr)  Statistische informatie op de website van INSEE